# Extracte eteri
El terme extracte eteri, greix neutre o greix brut es refereix al conjunt de les substàncies extretes, per anàlisi de laboratori, dels greixos que inclouen, a més dels èsters els àcids grassos com el glicerol, als fosfolípids, les lecitines, els esterols, les ceres, els àcids grassos lliures, els carotens, les clorofil·les i altres pigments.
Per a l'extracció és útil en el cas que els greixos estiguin en aliments humit o semisòlids que impedeixen l'assecatge inicial, mesclar la mostra amb sulfat de calci, sulfat de sodi anhidre o amb vermiculita. Es pot fer servir un extractor com el del tipus Soxhlet.